# Arbroath
Arbroath ou Aberbrothock (Obair Bhrothaig  en gaélique écossais, traduit littéralement comme « à la bouche du Brothock ») est un ancien burgh royal d'Écosse. Avec ses 23 000 habitants, il s'agit de la plus grande ville dans le council area d'Angus. Son histoire commença à proximité de Dundee, avec les Pictes à l'Âge du fer, et resta un petit village jusqu'en 1178 quand le Roi Guillaume Ier d’Écosse fonda une abbaye, qui fut terminée en 1233. Pendant l'époque médiévale, l'abbaye tomba en désuétude et disparut finalement, avec le plomb du toit, que l'on dit avoir été utilisé dans la fabrication de balles pour les guerres civiles qui se sont déroulées pendant le règne de Jacques Ier d'Angleterre.
Un nouveau port a été construit en 1839 et dans les années 1900, et Arbroath est devenu le plus grand des ports d'Écosse et est connu comme étant la ville natale du fumoir d'Arbroath (en). 
La ville est la cité natale de la Déclaration d'Arbroath, la déclaration de l'indépendance écossaise signé par la noblesse au XIVe siècle. Les ruines de l'ancienne abbaye d'Arbroath sont au centre de l'histoire de la Déclaration et reste une attraction touristique clé d'Écosse. Arbroath était le lieu de naissance des précurseurs de l'invention du timbre postal James Chalmers et David Dunbar Buick, fondateur de la Buick Motor Company qui deviendra par la suite General Motors et inventeur du moteur à soupape et de la baignoire en porcelaine blanche.  Arbroath est connu aussi pour être le siège du 45 Commando (en) de la Royal Marines.

## Géographie
La ville se trouve sur la côte de la Mer du Nord, à environ 27 kilomètres au nord-est de Dundee, et à 82 kilomètres au sud d'Aberdeen.
Arbroath est également un port, situé non loin de l'embouchure du Brothwick.

## Histoire
L'histoire d'Arbroath commence, comme pour la ville voisine de Dundee, avec les Pictes de l'âge du fer.
La ville est restée à l'état de petit village jusqu'en 1178, année où le roi Guillaume Ier d'Écosse y a fondé une abbaye, achevée en 1233. Pendant la période médiévale, l'Abbaye fut progressivement abandonnée ; son toit en plomb, en très mauvais état, aurait été utilisé pour fabriquer des balles lors des guerres civiles du règne du roi Jacques Ier d'Angleterre. 
C'est à Arbroath que la Déclaration d'Arbroath, déclaration d'indépendance écossaise a été proclamée et ratifiée par la noblesse du XIVe siècle.
Pendant la Révolution industrielle, l'industrie du jute a permis à Arbroath de s'étendre, à l'instar de Dundee. Un nouveau port a été construit en 1839 ; à la fin du XIXe siècle, Arbroath était devenue l'un des plus grands ports de pêche d'Écosse, et continue à être connue comme la ville natale de l'Aiglefin de Arbroath.

## La Déclaration de l'Indépendance
L'abbaye d'Arbroath a accueilli l'événement le plus significatif dans l'histoire écossaise. Le 6 avril 1320 la Déclaration de l'Indépendance écossaise a été signée par la noblesse écossaise assemblée dans l'abbaye d'Arbroath. La déclaration a été adressée au Pape Jean XXII qui avait donné son appui à Edward II et avait excommunié Robert le Bruce. Les nobles ont dû intervenir dans le conflit entre « Le Bruce » et le Pape. La déclaration a expliqué comment « Le Bruce » avait sauvé le pays d'une situation redoutable et pour ceci ils le soutiendraient dans toutes les choses, et entre autres, de reconnaître Robert Le Bruce comme le roi légitime d'Écosse. La déclaration était une inspiration pour de futures générations. La citation la plus célèbre est celle-ci :
« Aussi longtemps que cent parmi nous seront vivants, nous ne consentirons jamais, en aucune manière, à nous soumettre au gouvernement des Anglais, car ce n'est ni la gloire, ni les richesses pour lesquelles nous nous battons, mais la liberté seulement, que nul homme, digne de ce nom, n'accepte de perdre, sinon avec sa vie. »

## Monuments

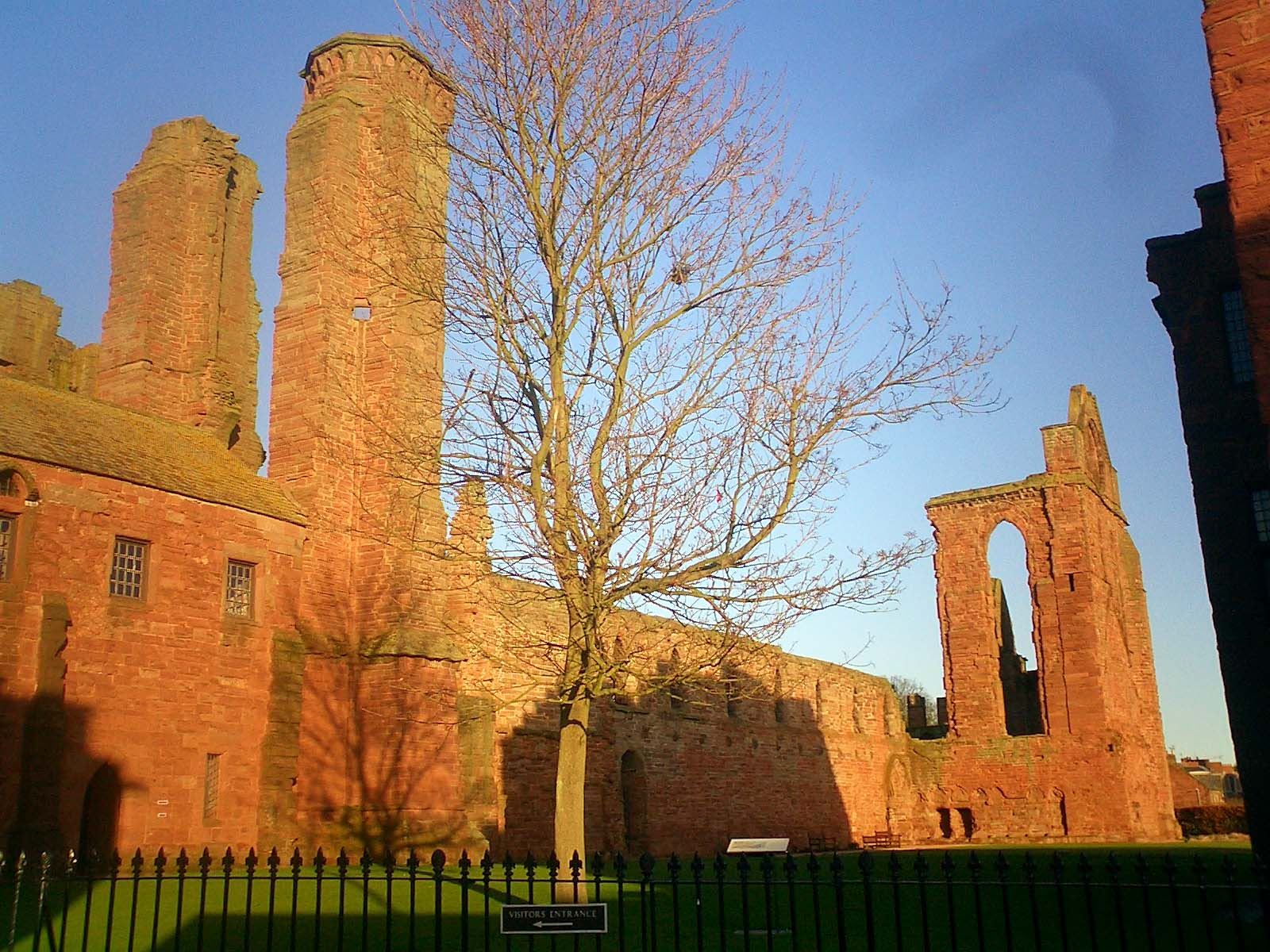
L'abbaye d'Arbroath, construite à partir de grès local.

On y voit les ruines d'une abbaye fondée en 1170 par Guillaume le Lion et où se tint le parlement de 1320, célèbre par les remontrances qu'adressèrent les barons d'Écosse au pape : voir la Déclaration d'Arbroath.

## Sport
Le club de football d'Arbroath FC et son stade, le Gayfield Park, y sont basés.

## Personnalités
- James Chalmers (1782-1853), inventeur du timbre postal.
- David Buick (1854-1929), industriel, fondateur de la Buick Motor Company.
- Bill Brown (1931-2004), footballeur international.
- James Mackay (1852-1932),  homme d'affaires, administrateur et homme politique britannique.